# UFC Fight Night: Souza vs. Mousasi
UFC Fight Night: Souza vs. Mousasi è stato un evento di arti marziali miste tenuto dalla Ultimate Fighting Championship il 5 settembre 2014 al Foxwoods Resort Casino di Ledyard, Stati Uniti.

## Retroscena
Questo è stato il quinto evento organizzato dalla UFC in Connecticut, ed il primo dal 2005.
Dopo la cancellazione di UFC 176, l'incontro tra Ronaldo Souza e Gegard Mousasi venne posticipato a questo evento come match principale della card.
In contemporanea alla trasmissione live di questo evento, fu mandato in onda l'evento organizzato dalla Bellator. Questa è stata la prima volta che le due promozioni si scontrarono con un evento live.

## Risultati
|                  | Divisione       |                 |                 |                  | Metodo                                      | Round           | Tempo           | Premio          |
| Card principale  | Card principale | Card principale | Card principale | Card principale  | Card principale                             | Card principale | Card principale | Card principale |
| ---------------- | --------------- | --------------- | --------------- | ---------------- | ------------------------------------------- | --------------- | --------------- | --------------- |
|                  | Pesi Medi       | Ronaldo Souza   | batte           | Gegard Mousasi   | Sottomissione (ghigliottina)                | 3               | 4:30            | POTN            |
|                  | Pesi Massimi    | Ben Rothwell    | batte           | Alistair Overeem | KO Tecnico (pugni)                          | 1               | 2:19            | POTN            |
|                  | Pesi Massimi    | Matt Mitrione   | batte           | Derrick Lewis    | KO (pugni)                                  | 1               | 0:41            |                 |
|                  | Pesi Leggeri    | Joe Lauzon      | batte           | Michael Chiesa   | KO Tecnico (stop medico, taglio)            | 2               | 2:14            | FOTN            |
| Card preliminare |                 |                 |                 |                  |                                             |                 |                 |                 |
|                  | Pesi Mosca      | John Moraga     | batte           | Justin Scoggins  | Sottomissione (ghigliottina)                | 2               | 0:47            |                 |
|                  | Pesi Leggeri    | Al Iaquinta     | batte           | Rodrigo Damm     | KO Tecnico (colpi)                          | 3               | 2:26            |                 |
|                  | Pesi Medi       | Rafael Natal    | batte           | Chris Camozzi    | Decisione non unanime (29-28, 28-29, 29-28) | 3               | 5:00            |                 |
|                  | Pesi Gallo      | Chris Beal      | batte           | Tateki Matsuda   | Decisione unanime (29-28, 29-28, 30-27)     | 3               | 5:00            |                 |
|                  | Pesi Piuma      | Chas Skelly     | batte           | Sean Soriano     | Decisione unanime (30-27, 30-27, 30-27)     | 3               | 5:00            |                 |

## Premi
I lottatori premiati ricevettero un bonus di 50.000 dollari.
Legenda:
- FOTN: Fight of the Night (vengono premiati entrambi gli atleti per il miglior incontro dell'evento)
- POTN: Performance of the Night (viene premiato il vincitore per la migliore performance dell'evento)

## Incontri annullati
|  | Divisione   |                  |        |               | Motivo                                    |
|  | ----------- | ---------------- | ------ | ------------- | ----------------------------------------- |
|  | Pesi Gallo  | Dustin Kimura    | contro | Ian Entwistle | Entwistle subì un infortunio              |
|  | Pesi Gallo  | Chris Beal       | contro | Rob Font      | Font subì un infortunio                   |
|  | Pesi Gallo  | Chris Beal       | contro | Dustin Kimura | Kimura venne sostituito da Tateki Matsuda |
|  | Pesi Piuma  | Andre Fili       | contro | Sean Soriano  | Fili subì un infortunio                   |
|  | Pesi Paglia | Charles Oliveira | contro | Nik Lentz     | Non riuscì a rientrare nel peso           |